# 시랑초등학교
시랑초등학교(侍郞初等學校)는 대한민국 경기도 안산시에 위치해 있는 공립 초등학교이다.

## 연혁
- 2002년 3월 1일 : 개교